# Friedenslinde
Als Friedenslinde werden Linden bezeichnet, die zum Gedenken an einen gewonnenen Krieg und den folgenden Frieden als Gedenkbäume gepflanzt wurden. In Deutschland sind diese überwiegend als Denkmal an den Deutsch-Französischen Krieg 1870/71 gepflanzt worden. Neben Linden wurden aus gleichem Anlass auch Eichen gepflanzt, die danach auch als Friedenseichen bezeichnet wurden.

## Allgemeines
Bäume sind seit jeher Symbole von Langlebigkeit und Kraft. Laubbäume mit ihren sich jährlich erneuernden Blättern sind daneben Symbole der Wiedergeburt und des Lebens. Das Pflanzen von Gedenkbäumen war seit der Französischen Revolution (in Form von Freiheitsbäumen) üblich geworden. Diese Freiheitsbäume waren in der Regel Linden.
Die Gedenkbäume nach dem Deutsch-Französischen Krieg waren typischerweise Eichen, in einigen Fällen aber eben auch Linden. Die Mehrzahl dieser Friedenslinden wurde direkt nach Kriegsende 1871 gepflanzt. Es handelte sich um die ersten Denkmäler für diesen Krieg, da eine derartige Pflanzung schnell und preiswert erfolgen konnte. Für die weiteren Denkmäler des Krieges siehe Liste der Museen und Denkmäler des Deutsch-Französischen Krieges in Deutschland. Einige Friedenslinden erinnern aber auch noch an den Westfälischen Frieden, wie etwa die Friedenslinde am Dreierhäuschen im thüringischen Ponitz, oder an lokale kriegerische Ereignisse wie die Zerstörung Ratzeburgs.

## Liste von Friedenslinden
| Bild | Bundesland          | Ort                  | Lage                                                                            | Beschreibung |
| --- | ------------------- | -------------------- | ------------------------------------------------------------------------------- | --- |
| Bild gesucht Die Wikipedia wünscht sich an dieser Stelle ein Bild vom Ort mit diesen Koordinaten 47.97467 11.65127 . Motiv: Friedenslinde Sauerlach Falls du dabei helfen möchtest, erklärt die Anleitung , wie das geht. BW                         | Bayern              | Sauerlach            | Schmiedstraße 47° 58′ 29″ N, 11° 39′ 5″ O                                       | Siehe Sauerlach#Friedenslinde und Friedenseiche |
| Bild gesucht Die Wikipedia wünscht sich an dieser Stelle ein Bild vom Ort mit diesen Koordinaten 48.156085 9.318753 . Motiv: Friedenseiche Alberweiler Falls du dabei helfen möchtest, erklärt die Anleitung , wie das geht. BW                      | Baden-Württemberg   | Alberweiler          | beim Hessenbühl 48° 9′ 12″ N, 9° 46′ 22″ O                                      | Die Friedenslinde steht als Naturdenkmal unter Schutz, siehe Liste der Naturdenkmale in Schemmerhofen. |
| Bild gesucht Die Wikipedia wünscht sich an dieser Stelle ein Bild vom Ort mit diesen Koordinaten 48.781883 8.447558 . Motiv: Friedenslinde im Gaistal Falls du dabei helfen möchtest, erklärt die Anleitung , wie das geht. BW                       | Baden-Württemberg   | Bad Herrenalb        | Gaistal 48° 46′ 55″ N, 8° 26′ 51″ O                                             | Die Friedenslinde im Gaistal steht als Naturdenkmal unter Schutz, siehe Liste der Naturdenkmale in Bad Herrenalb. |
| Bild gesucht Die Wikipedia wünscht sich an dieser Stelle ein Bild vom Ort mit diesen Koordinaten 48.279535 9.729097 . Motiv: Friedenslinde Ballendorf Falls du dabei helfen möchtest, erklärt die Anleitung , wie das geht. BW                       | Baden-Württemberg   | Ballendorf           | Am Lindenberg 48° 33′ 19″ N, 10° 4′ 47″ O                                       | Die Friedenslinde steht als Naturdenkmal unter Schutz, siehe Liste der Naturdenkmale in Ballendorf. |
| Bild gesucht Die Wikipedia wünscht sich an dieser Stelle ein Bild vom Ort mit diesen Koordinaten 48.381255 8.945465 . Motiv: Friedenseichen Bechtoldsweiler Falls du dabei helfen möchtest, erklärt die Anleitung , wie das geht. BW                 | Baden-Württemberg   | Bechtoldsweiler      | Zu den Linden 48° 22′ 53″ N, 8° 56′ 44″ O                                       | Kriegerdenkmal mit zwei Friedenslinden siehe Liste der Naturdenkmale in Hechingen. |
| Bild gesucht Die Wikipedia wünscht sich an dieser Stelle ein Bild vom Ort mit diesen Koordinaten 48.156085 9.318753 . Motiv: Friedenseiche Billafingen Falls du dabei helfen möchtest, erklärt die Anleitung , wie das geht. BW                      | Baden-Württemberg   | Billafingen          | Egelfinger Weg 48° 9′ 12″ N, 9° 19′ 8″ O                                        | Die Friedenslinde steht als Naturdenkmal unter Schutz, siehe Liste der Naturdenkmale in Langenenslingen. |
| Bild gesucht Die Wikipedia wünscht sich an dieser Stelle ein Bild vom Ort mit diesen Koordinaten 48.153387 9.287352 . Motiv: Friedenslinde Egelfingen Falls du dabei helfen möchtest, erklärt die Anleitung , wie das geht. BW                       | Baden-Württemberg   | Egelfingen           | Bei der Kirche 48° 9′ 12″ N, 9° 17′ 14″ O                                       | Die Friedenslinde steht als Naturdenkmal unter Schutz, siehe Liste der Naturdenkmale in Langenenslingen. |
| Bild gesucht Die Wikipedia wünscht sich an dieser Stelle ein Bild vom Ort mit diesen Koordinaten 48.279535 9.729097 . Motiv: Friedenslinde Ehingen Falls du dabei helfen möchtest, erklärt die Anleitung , wie das geht. BW                          | Baden-Württemberg   | Ehingen              | Neben dem Wolfert-Turm 48° 16′ 46″ N, 9° 43′ 45″ O                              | Die Friedenslinde steht als Naturdenkmal unter Schutz, siehe Liste der Naturdenkmale in Ehingen (Donau). Sie wurde 1880 gepflanzt, als das benachbarte Kriegerdenkmal eingerichtet wurde.                                                                                            |
| Weitere Bilder | Baden-Württemberg   | Entringen            | Gartenstraße 48° 33′ 5″ N, 8° 58′ 1″ O                                          | Friedenslinde, gepflanzt 1871. |
| Weitere Bilder | Baden-Württemberg   | Gärtringen           | Aidlinger Weg 48° 39′ 3″ N, 8° 53′ 44″ O                                        | Die Friedenslinde steht als Naturdenkmal unter Schutz, siehe Liste der Naturdenkmale in Gärtringen. |
| Bild gesucht Die Wikipedia wünscht sich an dieser Stelle ein Bild vom Ort mit diesen Koordinaten 48.6254977 10.2487012 . Motiv: Friedenslinden Giengen an der Brenz Falls du dabei helfen möchtest, erklärt die Anleitung , wie das geht. BW         | Baden-Württemberg   | Giengen an der Brenz | 48° 37′ 32″ N, 10° 14′ 55″ O                                                    | Mehrere Friedenslinden stehen kreisförmig auf dem Schießberg. |
| Bild gesucht Die Wikipedia wünscht sich an dieser Stelle ein Bild vom Ort mit diesen Koordinaten 48.521705 8.648428 . Motiv: Friedenslinde Haiterbach Falls du dabei helfen möchtest, erklärt die Anleitung , wie das geht. BW                       | Baden-Württemberg   | Haiterbach           | Horber Straße 48° 31′ 18″ N, 8° 38′ 54″ O                                       | Die Friedenslinde steht als Naturdenkmal unter Schutz, siehe Liste der Naturdenkmale in Haiterbach. |
| Bild gesucht Die Wikipedia wünscht sich an dieser Stelle ein Bild vom Ort mit diesen Koordinaten 48.267223 9.635521 . Motiv: Friedenslinde Kirchen (Ehingen) Falls du dabei helfen möchtest, erklärt die Anleitung , wie das geht. BW                | Baden-Württemberg   | Kirchen (Ehingen)    | Auf dem Galgenberg 48° 16′ 2″ N, 9° 38′ 8″ O                                    | Die Friedenslinde steht auf dem Galgenberg südlich von Kirchen (Ehingen). Sie wurde von zwei Teilnehmers des Krieges gepflanzt. |
| Bild gesucht Die Wikipedia wünscht sich an dieser Stelle ein Bild vom Ort mit diesen Koordinaten 48.744177 8.956587 . Motiv: Friedenslinde Magstadt Falls du dabei helfen möchtest, erklärt die Anleitung , wie das geht. BW                         | Baden-Württemberg   | Magstadt             | Renninger Straße 48° 44′ 39″ N, 8° 57′ 24″ O                                    | Die Friedenslinde steht als Naturdenkmal unter Schutz, siehe Liste der Naturdenkmale in Magstadt. |
| Bild gesucht Die Wikipedia wünscht sich an dieser Stelle ein Bild vom Ort mit diesen Koordinaten 48.282933 9.581873 . Motiv: Friedenslinde Mundingen (Ehingen) Falls du dabei helfen möchtest, erklärt die Anleitung , wie das geht. BW              | Baden-Württemberg   | Mundingen (Ehingen)  | Festplatz südlich des Ortes 48° 16′ 59″ N, 9° 34′ 55″ O                         | Die Friedenslinde steht am Sportplatz außerhalb des Ortes. |
| | Baden-Württemberg   | Oberjesingen         | an den Neuwiesen 48° 37′ 38″ N, 8° 48′ 44″ O                                    | Die Friedenslinde steht als Naturdenkmal unter Schutz, siehe Liste der Naturdenkmale in Herrenberg. |
| Bild gesucht Die Wikipedia wünscht sich an dieser Stelle ein Bild vom Ort mit diesen Koordinaten 48.25636 9.557087 . Motiv: Friedenslinde Nellingen Falls du dabei helfen möchtest, erklärt die Anleitung , wie das geht. BW                         | Baden-Württemberg   | Oppingen             | Hauptstraße 48° 32′ 28″ N, 9° 49′ 42″ O                                         | Die Friedenslinde steht als Naturdenkmal unter Schutz, siehe Liste der Naturdenkmale in Nellingen. |
| Bild gesucht Die Wikipedia wünscht sich an dieser Stelle ein Bild vom Ort mit diesen Koordinaten 48.156085 9.318753 . Motiv: Friedenseiche Pflummern Falls du dabei helfen möchtest, erklärt die Anleitung , wie das geht. BW                        | Baden-Württemberg   | Pflummern            | am Ziegelberg 48° 10′ 42″ N, 9° 24′ 54″ O                                       | Die Friedenslinde steht als Naturdenkmal unter Schutz, siehe Liste der Naturdenkmale in Riedlingen. |
| Bild gesucht Die Wikipedia wünscht sich an dieser Stelle ein Bild vom Ort mit diesen Koordinaten 48.25636 9.557087 . Motiv: Friedenslinde Lauterach Falls du dabei helfen möchtest, erklärt die Anleitung , wie das geht. BW                         | Baden-Württemberg   | Reichenstein         | Südlich von Reichenstein 48° 15′ 23″ N, 9° 33′ 26″ O                            | Die Friedenslinde steht als Naturdenkmal unter Schutz, siehe Liste der Naturdenkmale in Lauterach (Alb-Donau-Kreis). |
| Bild gesucht Die Wikipedia wünscht sich an dieser Stelle ein Bild vom Ort mit diesen Koordinaten 48.205647 9.562603 . Motiv: Friedenslinde Reutlingendorf Falls du dabei helfen möchtest, erklärt die Anleitung , wie das geht. BW                   | Baden-Württemberg   | Reutlingendorf       | Ortsausgang Richtung Dietelhofen 48° 12′ 20″ N, 9° 33′ 45″ O                    | Die Friedenslinde Reutlingendorf steht als Naturdenkmal unter Schutz, siehe Liste der Naturdenkmale in Obermarchtal. |
| Bild gesucht Die Wikipedia wünscht sich an dieser Stelle ein Bild vom Ort mit diesen Koordinaten 48.208372 9.564302 . Motiv: Friedenslinde Reutlingendorf, Bussenstraße Falls du dabei helfen möchtest, erklärt die Anleitung , wie das geht. BW     | Baden-Württemberg   | Reutlingendorf       | Bussenstraße 48° 12′ 30″ N, 9° 33′ 51″ O                                        | Die Friedenslinde Reutlingendorf, Bussenstraße steht als Naturdenkmal unter Schutz, siehe Liste der Naturdenkmale in Obermarchtal. |
| Bild gesucht Die Wikipedia wünscht sich an dieser Stelle ein Bild vom Ort mit diesen Koordinaten 48.205912 9.563642 . Motiv: Friedenslinde Reutlingendorf bei der Sandgrube Falls du dabei helfen möchtest, erklärt die Anleitung , wie das geht. BW | Baden-Württemberg   | Reutlingendorf       | Bussenstraße 48° 12′ 21″ N, 9° 33′ 49″ O                                        | Die Friedenslinde Reutlingendorf bei der Sandgrube steht als Naturdenkmal unter Schutz, siehe Liste der Naturdenkmale in Obermarchtal. |
| Bild gesucht Die Wikipedia wünscht sich an dieser Stelle ein Bild vom Ort mit diesen Koordinaten 48.156085 9.318753 . Motiv: Friedenseiche Riedlingen Falls du dabei helfen möchtest, erklärt die Anleitung , wie das geht. BW                       | Baden-Württemberg   | Riedlingen           | vor der alten Turnhalle 48° 9′ 6″ N, 9° 28′ 42″ O                               | Die Friedenslinde steht als Naturdenkmal unter Schutz, siehe Liste der Naturdenkmale in Riedlingen. |
| Bild gesucht Die Wikipedia wünscht sich an dieser Stelle ein Bild vom Ort mit diesen Koordinaten 48.725263 8.89426 . Motiv: Friedenslinden Weil der Stadt Falls du dabei helfen möchtest, erklärt die Anleitung , wie das geht. BW                   | Baden-Württemberg   | Schafhausen          | Friedensstraße, vor der Grundschule 48° 43′ 31″ N, 8° 53′ 39″ O                 | Die Friedenslinde steht als Naturdenkmal unter Schutz, siehe Liste der Naturdenkmale in Weil der Stadt. |
| Bild gesucht Die Wikipedia wünscht sich an dieser Stelle ein Bild vom hier behandelten Ort. Falls du dabei helfen möchtest, erklärt die Anleitung , wie das geht. BW                                                                                 | Baden-Württemberg   | Schaiblishausen      |                                                                                 | Die Friedenslinde von 1871 in Schaiblishausen steht als Naturdenkmal unter Schutz. |
| Bild gesucht Die Wikipedia wünscht sich an dieser Stelle ein Bild vom Ort mit diesen Koordinaten 48.2724 9.988227 . Motiv: Friedenslinde Schnürpflingen Falls du dabei helfen möchtest, erklärt die Anleitung , wie das geht. BW                     | Baden-Württemberg   | Schnürpflingen       | vor dem Rathaus 48° 16′ 21″ N, 9° 59′ 18″ O                                     | Die Friedenslinde Schnürpflingen steht als Naturdenkmal unter Schutz, siehe Liste der Naturdenkmale in Schnürpflingen. |
| Bild gesucht Die Wikipedia wünscht sich an dieser Stelle ein Bild vom Ort mit diesen Koordinaten 48.62655 8.510042 . Motiv: Friedenslinden Simmersfeld Falls du dabei helfen möchtest, erklärt die Anleitung , wie das geht. BW                      | Baden-Württemberg   | Simmersfeld          | Freudenstädter Straße 48° 37′ 36″ N, 8° 30′ 36″ O                               | Die beiden Friedenslinden stehen als Naturdenkmal unter Schutz, siehe Liste der Naturdenkmale in Simmersfeld. |
| Bild gesucht Die Wikipedia wünscht sich an dieser Stelle ein Bild vom Ort mit diesen Koordinaten 48.83906 8.54866 . Motiv: Friedenslinde Straubenhardt Falls du dabei helfen möchtest, erklärt die Anleitung , wie das geht. BW                      | Baden-Württemberg   | Straubenhardt        | Waldrand oberhalb vom Ort, nahe der Schranner Warte 48° 50′ 21″ N, 8° 32′ 55″ O | Friedenslinde mit Tafel nahe der Schranner Warte. |
| | Nordrhein-Westfalen | Bielefeld            | am Papenmarkt 52° 1′ 3″ N, 8° 31′ 46″ O                                         | Gepflanzt 1648 als Dank für das Ende des Dreißigjährigen Krieges. Die Linde ist der älteste bekannte Baum im Bielefelder Stadtgebiet und ein Naturdenkmal im baurechtlichen Innenbereich. Der Stammumfang beträgt 626 cm. Naturdenkmal, siehe Liste der Naturdenkmäler in Bielefeld. |
| | Sachsen             | Seifersdorf          | an der Alten Meißner Straße im Lange-Grund 50° 56′ 24″ N, 13° 38′ 4″ O          | Siehe Friedenslinde (Seifersdorf) |
| Weitere Bilder | Sachsen             | Zweenfurth           | am Mühlenteich an der Hirschfelder Straße 51° 20′ 3″ N, 12° 32′ 53″ O           | Fällung am 19. August 2025 und Neupflanzung im Herbst |
| Bild gesucht Die Wikipedia wünscht sich an dieser Stelle ein Bild vom Ort mit diesen Koordinaten 50.86869 12.43893 . Motiv: Friedenslinde Ponitz Falls du dabei helfen möchtest, erklärt die Anleitung , wie das geht. BW                            | Thüringen           | Ponitz               | Dreiehäuschen, Lindenallee 50° 52′ 7″ N, 12° 26′ 20″ O                          | Die Linde wurde am 22. Juli 1650 anlässlich des Endes des Dreißigjährigen Krieges gepflanzt. Sie war als Naturdenkmal ausgewiesen, ging aber 1984 ein. Es folgten zwei Ersatzpflanzungen.                                                                                            |

- Karte mit allen Koordinaten:
- OSM |
- WikiMap